# Pedro Canário
Pedro Canário è un comune del Brasile nello Stato dell'Espírito Santo, parte della mesoregione del Litoral Norte Espírito-Santense e della microregione di São Mateus.